# Роузланд (Небраска)
Роузланд (енгл. Roseland) град је у америчкој савезној држави Небраска.

## Демографија
По попису из 2010. године број становника је 235, што је 7 (-2,9%) становника мање него 2000. године.
| Група             | 2000.       | 2010.        |
| Белци             | 230 (95,0%) | 235 (100,0%) |
| Афроамериканци    | 0 (0,0%)    | 0 (0,0%)     |
| Азијати           | 3 (1,2%)    | 0 (0,0%)     |
| Хиспаноамериканци | 9 (3,7%)    | 0 (0,0%)     |
| Укупно            | 242         | 235          |